# Гранд-Рапидс Гриффинс
«Гранд-Рапидс Гриффинс» (англ. Grand Rapids Griffins) — профессиональная хоккейная команда, выступающая в АХЛ. Базируется в городе Гранд-Рапидс, штат Мичиган, США. Является фарм-клубом команды НХЛ — «Детройт Ред Уингз». Домашние игры проводят на «Ван Андел Арене». Являются обладателями Кубка Колдера в 2013 и 2017 годах.

## История
С момента своего создания в 1996 году команда выступала в IHL, а начиная с 2001 года, в связи с расформированием IHL, стала командой АХЛ.
24 января 2002 года «Гриффинс» и «Детройт Ред Уингз» провели совместную пресс-конференцию в «The B.O.B.» в центре города Гранд-Рапидс, чтобы объявить о пятилетнем соглашении о присоединении (с 2002–03 по 2006–07 годы). Генеральный директор «Ред Уингз» Кен Холланд и помощник генерального менеджера Джим Нилл присутствовали на объявлении, которое было сделано перед переполненной толпой СМИ и спонсоров. Условия присоединения предусматривали, что «Ред Уингз» будет поставлять «Гриффонам» минимум тринадцать игроков каждый сезон. Большинство игроков «Гриффинс» — это перспективные игроки «Детройта» и драфты.
Расположенный на территории штата всего в двух часах езды от Детройта, «Гранд-Рапидс Гриффинс» предоставил «Детройт Ред Уингз» то, к чему они стремились годами — местный филиал АХЛ. Предыдущий филиал, «Адирондак Ред Уингз», несмотря на относительно успешное выступление в АХЛ, считался слишком далёким для предпочтений руководства «Ред Уингз» и постоянных заданий игроков. По этой причине НХЛ «Ред Уингз» приостановила франшизу АХЛ «Ред Уингз» с намерением перенести её в Толидо, Огайо, недалеко от Детройта. Эти планы так и не были реализованы, поэтому франшиза АХЛ долгие годы бездействовала, пока не была продана и снова активирована в качестве «Сан-Антонио Рэмпейдж» (бывш. «Адирондак Ред Уингз»).
14 апреля 2007 года «Гриффинс» и «Детройт Ред Уингз» объявили о принципиальном соглашении о продлении своего сотрудничества до сезона 2011–12. 4 июня 2008 года девять бывших «Гриффинов» выиграли Кубок Стэнли сезона 2007-08 с «Детройт Ред Уингз».
После сезона 2010–11 покинул должность генеральный менеджер Боб Макнамара, единственный руководитель хоккейных операций в истории франшизы. Первоначально «Гриффинс» предпочли отказаться от генерального менеджера, вместо этого полагаясь на «Ред Уингз» в поддержке хоккейных операций. Однако в начале 2012 года помощник генерального директора «Ред Уингз» Райан Мартин также был назначен генеральным менеджером «Гриффинс».
7 марта 2012 года «Гриффинс» и «Детройт Ред Уингз» объявили о пятилетнем продлении соглашения. В том же 2012 году «Гриффонов» возглавил Джефф Блэшилл и 13 июня 2013 года они выиграли Кубок Колдера 2013 впервые в истории франшизы, победив «Сиракьюз» в шести играх. В том сезоне Томаш Татар удостоился награды Джек А. Баттерфилд Трофи, как самый ценный игрок в плей-офф. 16 июня 2015 г. Тодд Нельсон был назначен главным тренером «Гриффинс». 13 июня 2017 года «Гриффинс» выиграли Кубок Колдера 2017, снова победив «Сиракьюз» в шести играх, повторив финал 2013 года. На этот раз они выиграли его на домашнем льду перед аншлагом на «Ван Андел Арене» — впервые команда из Гранд Рапидс выиграла титул на домашнем льду. Тайлер Бертуцци был назван MVP и получил Джек А. Баттерфилд Трофи. 6 июля 2017 года «Гриффинс» и «Детройт Ред Уингз» объявили о пятилетнем продлении соглашения о присоединении до сезона 2021-22. После трёх сезонов и одного Кубка Колдера, главный тренер Тодд Нельсон был нанят в качестве помощника в «Даллас Старз» в НХЛ, и был заменен помощником Беном Саймоном перед сезоном 2018-19.
25 июля 2022 года «Гриффинс» и «Детройт Ред Уингз» объявили о продлении соглашения о сотрудничестве на пять лет до сезона 2026-27.

## Клубные рекорды

### За один сезон
- Голы: 56 — Дональд Маклин (2005-2006)
- Голевые передачи: 60 — Иржи Гудлер (2005-2006)
- Очки: 101 — Мишель Пикар (1996-1997)
- Штрафные минуты: 364 — Дэррил Бутланд (2005-2006)
- Коэффициент надежности: 1,83 — Мартин Прусек (2001-2002)
- Процент отраженных бросков: 93,6% — Джоуи Макдональд (2003-2004)

### В карьере
- Голы: 158 — Мишель Пикар
- Голевые передачи: 222 — Мишель Пикар
- Очки: 380 — Мишель Пикар
- Штрафные минуты: 1164 — Дэррил Бутланд
- Победы вратаря: 123 — Том Макколлум
- Сухих игр: 20 — Джоуи Макдональд
- Количество игр: 655 — Трэвис Ричардс

## Тренеры
- Брюс Кэссиди (2001-2002)
- Дантон Коул (2002-2005)
- Грег Айрлэнд (2004-2007)
- Майк Стотерс (2007-2008)
- Курт Фрейзер (2008-2012)
- Джефф Блашилл (2012-2015)
- Тодд Нельсон (2015-2018)
- Бен Саймон (2018-2023)
- Дэн Уотсон (с 2023 года)

## Статистика сезонов
Основная статья: Список сезонов «Гранд-Рапидс Гриффинс»
И — Игр, В — Выигрышей, П — Поражений, ПО — Поражений в овертайме, ШЗ — Шайб забито, ШП — Шайб пропущено, О — Очков набрано
| Сезон                 | Регулярный чемпионат | Регулярный чемпионат | Регулярный чемпионат | Регулярный чемпионат | Регулярный чемпионат | Регулярный чемпионат | Регулярный чемпионат | Регулярный чемпионат | Регулярный чемпионат      | Плей-офф                       | Плей-офф                       | Плей-офф                       | Плей-офф                       | Плей-офф                       | Плей-офф                                            |
| Сезон                 | И                    | В                    | П                    | Н                    | ПО1                  | ШЗ                   | ШП                   | Очки                 | Место                     | И                              | В                              | П                              | ШЗ                             | ШП                             | Результат                                           |
| --------------------- | -------------------- | -------------------- | -------------------- | -------------------- | -------------------- | -------------------- | -------------------- | -------------------- | ------------------------- | ------------------------------ | ------------------------------ | ------------------------------ | ------------------------------ | ------------------------------ | --------------------------------------------------- |
| Гранд-Рапидс Гриффинс |                      |                      |                      |                      |                      |                      |                      |                      |                           |                                |                                |                                |                                |                                |                                                     |
| 2017-18               | 76                   | 42                   | 25                   | -                    | 9                    | 237                  | 210                  | 93                   | 2-е, Центральный дивизион | 5                              | 2                              | 3                              | 14                             | 15                             | Проиграли Манитоба Мус (2-3) в 1/4 финала           |
| 2018-19               | 76                   | 38                   | 27                   | -                    | 11                   | 217                  | 222                  | 87                   | 4-е, Центральный дивизион | 5                              | 2                              | 3                              | 17                             | 15                             | Проиграли Чикаго Вулвз (2-3) в 1/4 финала           |
| 2019-20               | 63                   | 29                   | 27                   | -                    | 7                    | 177                  | 193                  | 65                   | 3-е, Центральный дивизион | Плей-офф не проводился (COVID) | Плей-офф не проводился (COVID) | Плей-офф не проводился (COVID) | Плей-офф не проводился (COVID) | Плей-офф не проводился (COVID) | Плей-офф не проводился (COVID)                      |
| 2020-21               | 32                   | 16                   | 12                   | -                    | 4                    | 96                   | 97                   | 36                   | 3-е, Центральный дивизион | Плей-офф не проводился (COVID) | Плей-офф не проводился (COVID) | Плей-офф не проводился (COVID) | Плей-офф не проводился (COVID) | Плей-офф не проводился (COVID) | Плей-офф не проводился (COVID)                      |
| 2021-22               | 76                   | 33                   | 35                   | -                    | 8                    | 209                  | 240                  | 74                   | 7-е, Центральный дивизион | -                              | -                              | -                              | -                              | -                              | Не участвовали                                      |
| 2022-23               | 72                   | 28                   | 36                   | -                    | 8                    | 194                  | 255                  | 64                   | 7-е, Центральный дивизион | -                              | -                              | -                              | -                              | -                              | Не участвовали                                      |
| 2023-24               | 72                   | 37                   | 23                   | -                    | 12                   | 208                  | 202                  | 86                   | 2-е, Центральный дивизион | 9                              | 5                              | 4                              | 24                             | 26                             | Проиграли Милуоки Эдмиралс (2-3) в финале дивизиона |